# Saint-Diéry
Saint-Diéry est une commune française, située dans le département du Puy-de-Dôme en région Auvergne-Rhône-Alpes.
En gardant son nom, elle fusionne le 1er janvier 2019 avec Creste, sous le régime de la commune nouvelle.

## Géographie

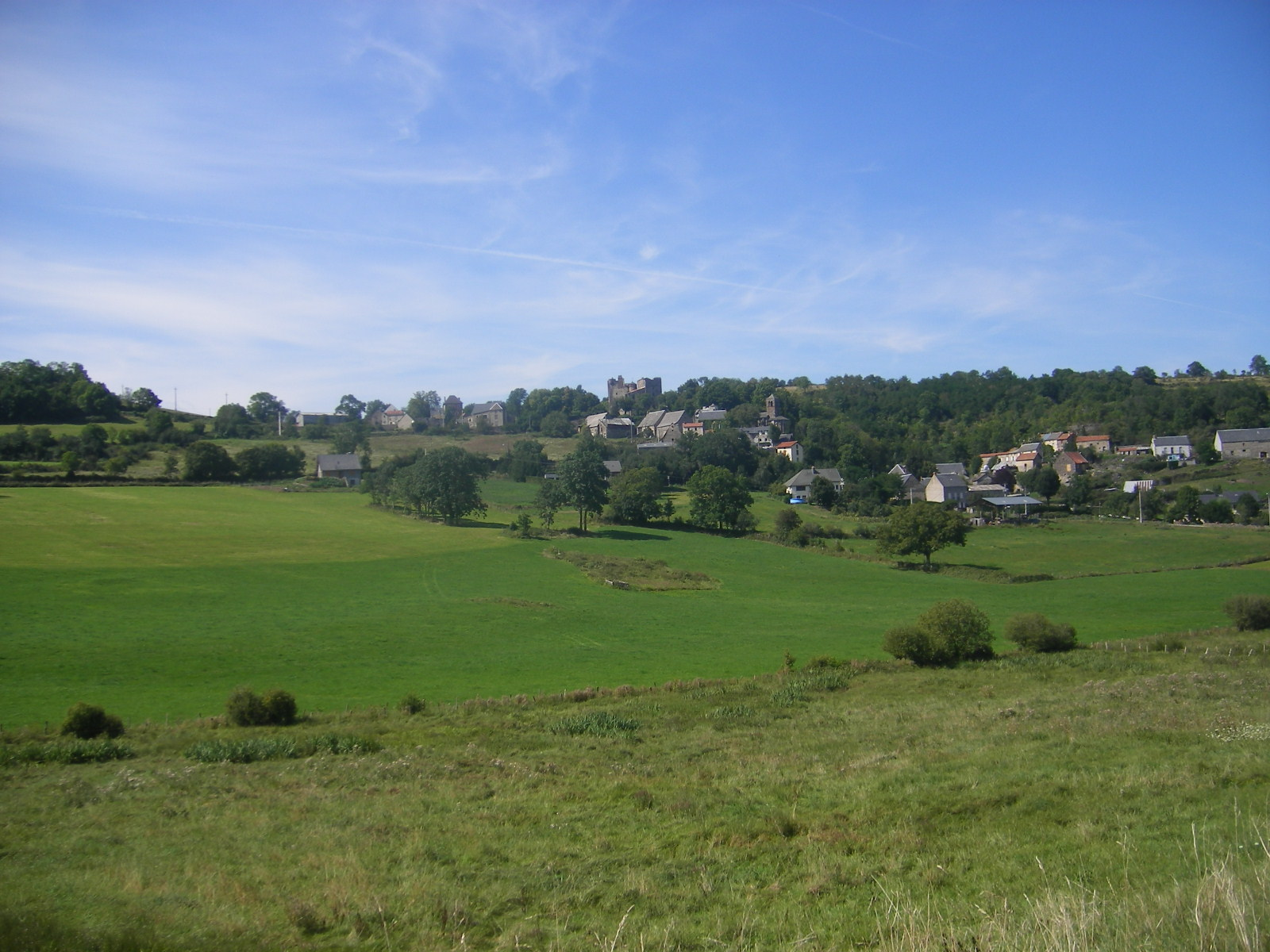
Le village de Saint-Diéry vu depuis la route départementale 978.

### Localisation
Saint-Diéry est située au sud-ouest du département du Puy-de-Dôme.
Elle est limitrophe avec dix communes.Les communes limitrophes sont Besse-et-Saint-Anastaise, Courgoul, Saint-Nectaire, Saint-Pierre-Colamine, Saint-Victor-la-Rivière, Saurier, Valbeleix, Verrières, Grandeyrolles, Montaigut-le-Blanc et Saint-Floret.
| Saint-Nectaire                                  | Verrières   | Grandeyrolles, Montaigut-le-Blanc |
| Saint-Victor-la-Rivière                         | Saint-Diéry | Saurier                           |
| Saint-Pierre-Colamine, Besse-et-Saint-Anastaise | Valbeleix   | Courgoul                          |

### Climat
Pour des articles plus généraux, voir Climat d'Auvergne-Rhône-Alpes et Climat du Puy-de-Dôme.
En 2010, le climat de la commune est de type climat des marges montargnardes, selon une étude du Centre national de la recherche scientifique s'appuyant sur une série de données couvrant la période 1971-2000. En 2020, Météo-France publie une typologie des climats de la France métropolitaine dans laquelle la commune est exposée à un climat de montagne ou de marges de montagne et est dans la région climatique Nord-est du Massif Central, caractérisée par une pluviométrie annuelle de 800 à 1 200 mm, bien répartie dans l’année.
Pour la période 1971-2000, la température annuelle moyenne est de 9,3 °C, avec une amplitude thermique annuelle de 15,8 °C. Le cumul annuel moyen de précipitations est de 853 mm, avec 9,7 jours de précipitations en janvier et 7,6 jours en juillet. Pour la période 1991-2020, la température moyenne annuelle observée sur la station météorologique de Météo-France la plus proche, « Plauzat_sapc », sur la commune de Plauzat à 13 km à vol d'oiseau, est de 11,3 °C et le cumul annuel moyen de précipitations est de 606,8 mm,. Pour l'avenir, les paramètres climatiques de la commune estimés pour 2050 selon différents scénarios d'émission de gaz à effet de serre sont consultables sur un site dédié publié par Météo-France en novembre 2022.

## Urbanisme

### Typologie
Au 1er janvier 2024, Saint-Diéry est catégorisée commune rurale à habitat très dispersé, selon la nouvelle grille communale de densité à sept niveaux définie par l'Insee en 2022.
Elle est située hors unité urbaine. Par ailleurs la commune fait partie de l'aire d'attraction de Clermont-Ferrand, dont elle est une commune de la couronne,. Cette aire, qui regroupe 209 communes, est catégorisée dans les aires de 200 000 à moins de 700 000 habitants,.

### Lieux-dits, hameaux et écarts
La commune est composée de plusieurs lieux-dits dont : La Bataille (à l'est), La Borie, La Carrière, Le Cheix (à l'ouest), Cotteuge (au sud-ouest), Creste (ancienne commune au nord-est), Laumont (sur la route de Creste), Roussat, Saint-Diéry Bas (au nord).

### Voies de communication et transports
La route départementale 978, reliant Clermont-Ferrand au sud du massif du Sancy (Besse-et-Saint-Anastaise), traverse la commune du nord-est au sud-ouest.
Le territoire communal est également traversé par :
- la D 71, en direction de Reignat (Montaigut-le-Blanc) ;
- la D 146, reliant La Bataille (sur la D 978) à la D 621 au sud et à Sapchat (Saint-Nectaire) et à Murol au nord-ouest ;
- la D 619, desservant le village de Roussat à l'ouest de la commune ;
- la D 621, reliant le Moulin de Roussat (sur la D 619, à l'ouest) au Cheix (sur la D 978), à Cotteuge et au Moulin Neuf en direction de Saurier et d'Issoire ;
- la D 622, reliant le chef-lieu de Saint-Diéry à Saillant (Saint-Nectaire) au nord ;
- la D 623, reliant La Bataille (sur la D 978) à Creste par le village de Laumont ;
- la D 638, reliant la D 978 au lieu-dit Fontenille, au nord-est.

## Histoire
Au cours de la période révolutionnaire de la Convention nationale (1792-1795), la commune a porté le nom de Diéry-le-Franc.
Le 1er janvier 2019, elle fusionne avec Creste sous le régime de la commune nouvelle. La nouvelle commune conserve le même nom. Elle fait partie de la communauté de communes du Massif du Sancy.

## Politique et administration

### Découpage territorial
La commune de Saint-Diéry est membre de la communauté de communes du Massif du Sancy, un établissement public de coopération intercommunale (EPCI) à fiscalité propre créé le 10 décembre 1999 dont le siège est au Mont-Dore. Ce dernier est par ailleurs membre d'autres groupements intercommunaux.
Sur le plan administratif, elle est rattachée à l'arrondissement d'Issoire, à la circonscription administrative de l'État du Puy-de-Dôme et à la région Auvergne-Rhône-Alpes. Jusqu'en mars 2015, elle faisait partie du canton de Besse-et-Saint-Anastaise.
Sur le plan électoral, elle dépend du canton du Sancy pour l'élection des conseillers départementaux, depuis le redécoupage cantonal de 2014 entré en vigueur en 2015, et de la troisième circonscription du Puy-de-Dôme pour les élections législatives, depuis le dernier découpage électoral de 2010.

### Élections municipales et communautaires

#### Élections de 2020
Le conseil municipal de Saint-Diéry, commune de moins de 1 000 habitants, est élu au scrutin majoritaire plurinominal à deux tours avec candidatures isolées ou groupées et possibilité de panachage. Compte tenu de la population communale, le nombre de sièges à pourvoir lors des élections municipales de 2020 est de 15. La totalité des candidats en lice est élue dès le premier tour, le 15 mars 2020, avec un taux de participation de 57,76 %.

#### Chronologie des maires
| Période                                  | Période                       | Identité           | Étiquette | Qualité     |
| ---------------------------------------- | ----------------------------- | ------------------ | --------- | ----------- |
| Les données manquantes sont à compléter. |                               |                    |           |             |
| avant 1951                               | ?                             | Léon Ozannat       | SFIO      | Commerçant  |
| avant 1981                               | ?                             | Maurice Le Foll    | PS        |             |
| avant 1995                               | ?                             | Robert Ozannat     | PS        |             |
| 2008                                     | En cours (au 14 juillet 2021) | Frédéric Chassard, | DVD       | Agriculteur |

## Population et société

### Démographie
L'évolution du nombre d'habitants est connue à travers les recensements de la population effectués dans la commune depuis 1793. Pour les communes de moins de 10 000 habitants, une enquête de recensement portant sur toute la population est réalisée tous les cinq ans, les populations de référence des années intermédiaires étant quant à elles estimées par interpolation ou extrapolation. Pour la commune, le premier recensement exhaustif entrant dans le cadre du nouveau dispositif a été réalisé en 2008.

En 2022, la commune comptait 541 habitants, en évolution de +13,66 % par rapport à 2016 (Puy-de-Dôme : +2,1 %, France hors Mayotte : +2,11 %).
| 1793 | 1800 | 1806 | 1821 | 1831 | 1836 | 1841 | 1846 | 1851 |
| ---- | ---- | ---- | ---- | ---- | ---- | ---- | ---- | ---- |
| 890  | 803  | 808  | 819  | 801  | 914  | 867  | 889  | 840  |

| 1856 | 1861 | 1866 | 1872 | 1876 | 1881 | 1886 | 1891 | 1896 |
| ---- | ---- | ---- | ---- | ---- | ---- | ---- | ---- | ---- |
| 849  | 767  | 743  | 735  | 764  | 750  | 706  | 681  | 707  |

| 1901 | 1906 | 1911 | 1921 | 1926 | 1931 | 1936 | 1946 | 1954 |
| ---- | ---- | ---- | ---- | ---- | ---- | ---- | ---- | ---- |
| 683  | 727  | 687  | 550  | 539  | 523  | 512  | 506  | 442  |

| 1962 | 1968 | 1975 | 1982 | 1990 | 1999 | 2006 | 2008 | 2013 |
| ---- | ---- | ---- | ---- | ---- | ---- | ---- | ---- | ---- |
| 404  | 352  | 302  | 269  | 323  | 333  | 359  | 367  | 398  |

| 2018 | 2022 | - | - | - | - | - | - | - |
| ---- | ---- | - | - | - | - | - | - | - |
| 519  | 541  | - | - | - | - | - | - | - |

## Culture locale et patrimoine

### Lieux et monuments

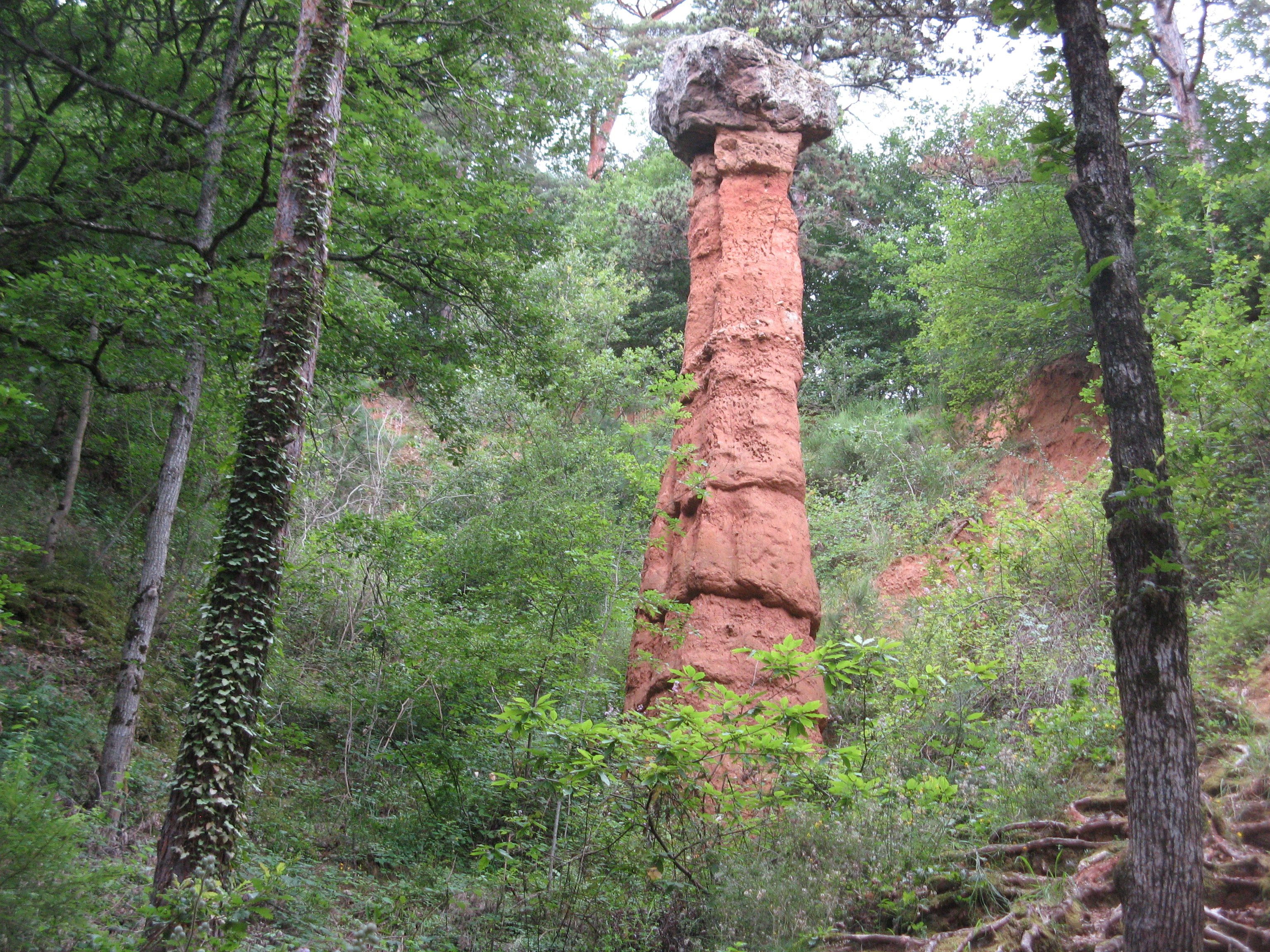
Cheminée de fée.

- Château de Saint-Diéry, situé à Saint-Diéry-le-Bas. Ce château médiéval, propriété privée, comprend un donjon roman rectangulaire, complété par des défenses et un corps de logis aux XIIIe – XIVe siècles. L'aménagement intérieur a été remanié au XVIIIe siècle. À l'est du château, une chapelle romane du XIe siècle est classée M. H.[24].
- Château de Cotteuges, près du village du même nom. Du château du XIIIe siècle subsiste une tour d'angle, une salle des gardes et des cachots. Au XVe siècle fut construit un nouveau logis, agrandi au XVIIIe siècle (avec la création d'une chapelle) et au XIXe siècle. Le parc à l'anglaise date de 1862[25].
- Usine d'eau à Renlaigue (commune de Saint-Diéry).
- Abri du Cheix, site épipaléolithique, connu principalement par le squelette de la  jeune fille du Cheix, conservé au musée Bargoin de Clermont-Ferrand.
- Cheminée de fée près du hameau de Cotteuges[26].